# Kaiyuan
Kaiyuan (en chino, 开原; pinyin, Kāi·Yuán) es un municipio  bajo la administración directa de la Prefectura Tieling en la Provincia de Liaoning, República Popular China.  Su área es de 2813 km² y su población total para 2010 superó los 540 mil habitantes. 

## Administración
Desde julio de 2020, el  Municipio Kaiyuan se divide en 20 pueblos que se administran en 3 subdistritos, 16  poblados y 1 villa étnica.